# Casper Van Dien

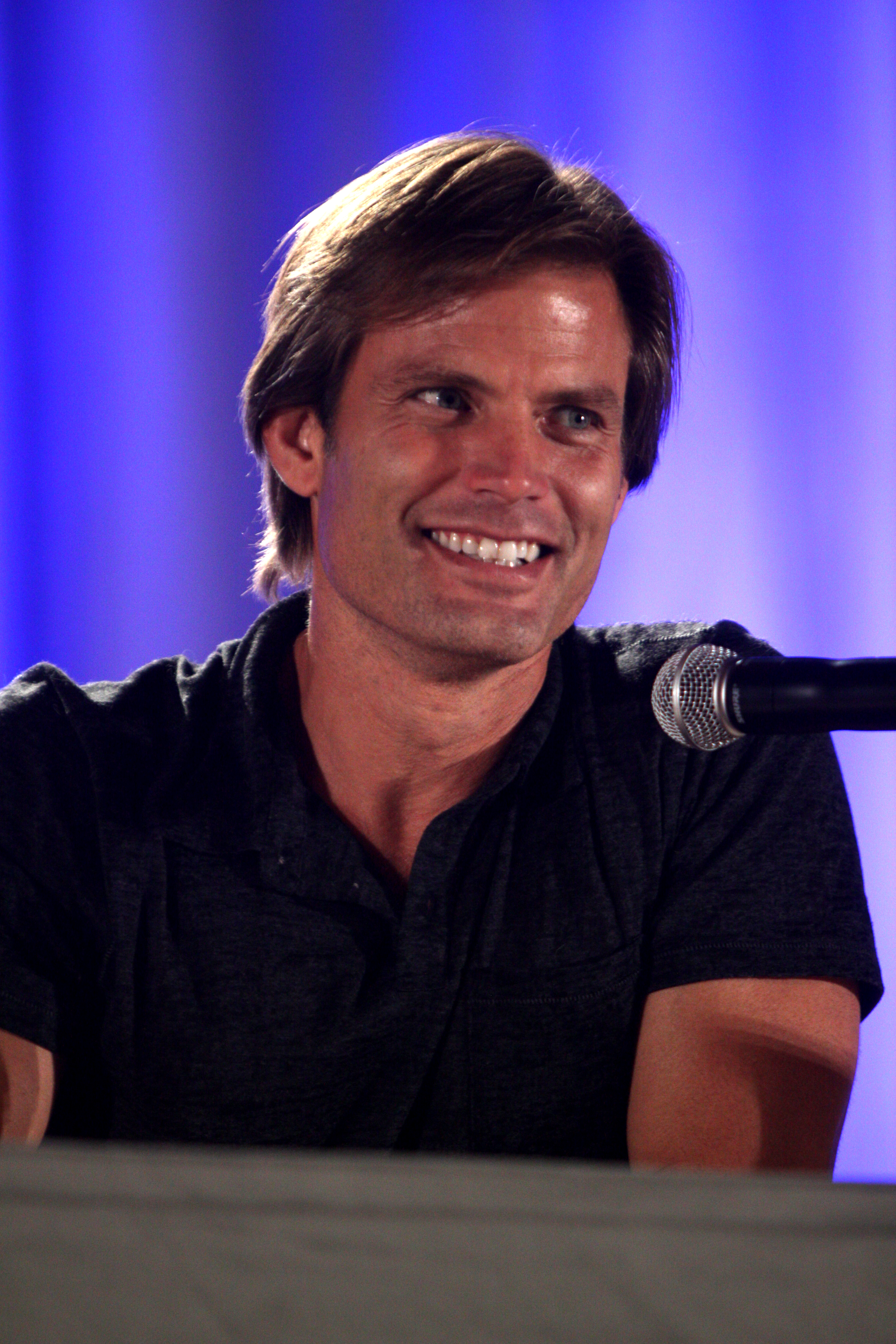
Casper Van Dien, 2012

Casper Robert Van Dien (* 18. Dezember 1968 in Milton, Florida) ist ein US-amerikanischer Schauspieler und Regisseur.

## Leben
Der Sohn eines Marineoffiziers stammt väterlicherseits von einer Familie niederländischer Emigranten ab, die ursprünglich im New Yorker Raum siedelten. Daneben hat er schwedische, französische, englische und indianische Ahnen. Sein Vorname wurde ihm als ältester Sohn seiner Familie verliehen, einer Familientradition folgend, die seit elf Generationen praktiziert wird. Van Dien wuchs in Ridgefield, New Jersey, auf.
Seinen Durchbruch als Schauspieler hatte er mit der Seifenoper Liebe, Lüge, Leidenschaft. Danach trat er in Filmen wie Tarzan und die verlorene Stadt, Starship Troopers I & III, Fire Twister – Feuerhölle L.A. und Sleepy Hollow auf.
2014 gab er mit dem Fantasyfilm The Legend of Sleeping Beauty – Dornröschen (Sleeping Beauty) sein Debüt als Regisseur. Ein zweiter Film folgte mit Patient Killer im Jahr 2015.
Van Dien war von 1993 bis 1997 mit der fast vier Jahre älteren Carrie Mitchum (Enkelin von Robert Mitchum) verheiratet. Sie haben zwei Kinder, Casper „Cappy“ Robert Mitchum Van Dien und Caroline Dorothy Grace „Gracie“ Van Dien, für die Van Dien das volle Sorgerecht hatte. Van Dien, Carrie und Robert Mitchum spielten 1997 zusammen im Film James Dean: Race with Destiny.
Van Dien heiratete 1999 die Schauspielerin Catherine Oxenberg. Seine Schwiegermutter war die frühere Prinzessin Elisabeth von Jugoslawien. Im Jahr 2005 erschien das Paar in ihrer eigenen Reality-Serie, I married a Princess. Während der TV-Saison 2006/2007 spielten Van Dien und Oxenberg zusammen in der amerikanischen Dramaserie Watch Over Me, die auf dem US-Sender MyNetworkTV ausgestrahlt wurde. Das Paar hat zwei Töchter. Außerdem hat Catherine Oxenberg eine Tochter aus einer früheren Beziehung. Van Dien reichte 2015 die Scheidung ein. Am 9. Juni 2018 heiratete er die Schauspielerin Jennifer Wenger.

## Filmografie (Auswahl)
- 1990: Mit dem Essen kam der Tod (Menu for Murder, Fernsehfilm)

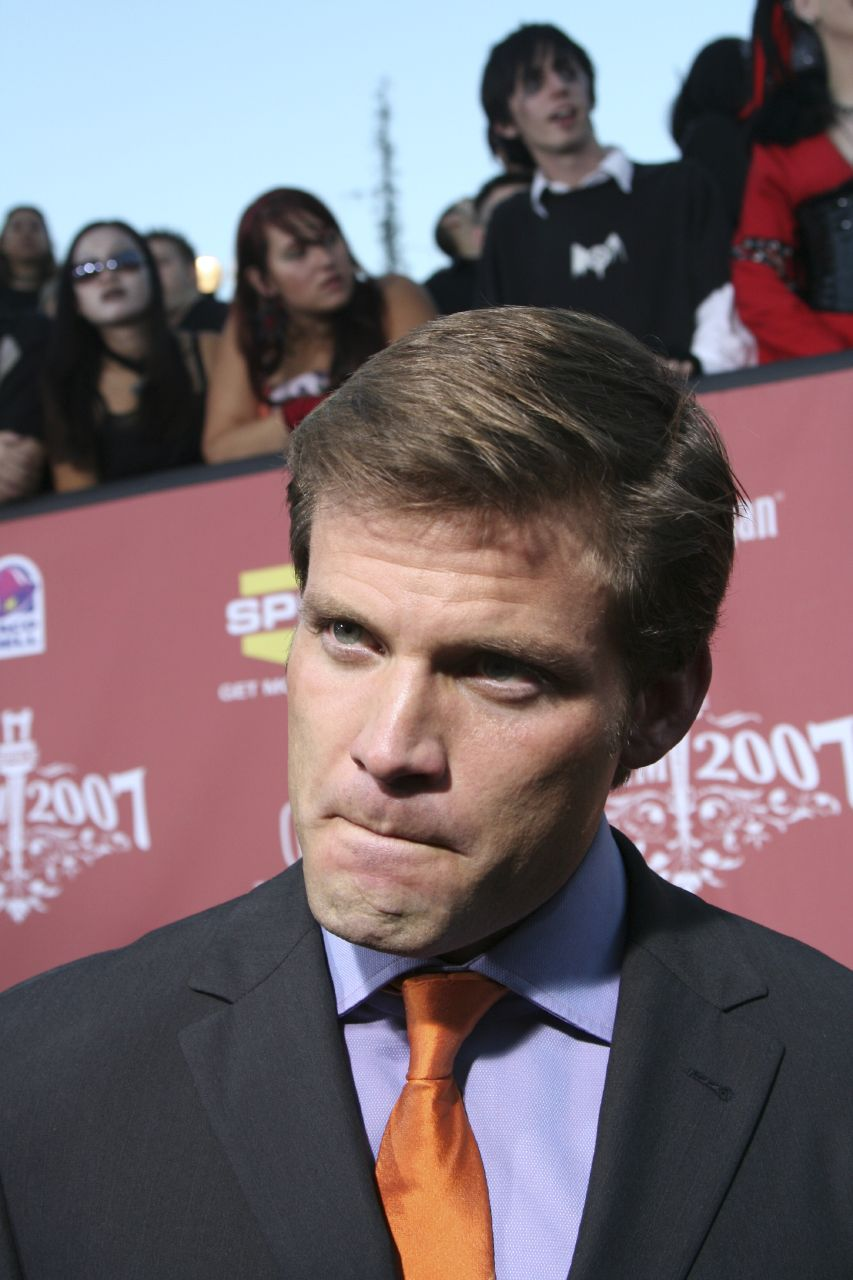
Casper Van Dien bei den Scream Awards 2007

- 1991: Dangerous Women (Fernsehserie)
- 1992: Freshman Dorm (Fernsehserie, fünf Folgen)
- 1993: The Webbers (Fernsehfilm)
- 1994: Beverly Hills, 90210 (Fernsehserie, 7 Folgen)
- 1995: Eine schrecklich nette Familie (Married… with Children, Fernsehserie, Folge 10x08: Blond und blonder)
- 1996: Night Eyes 4 – Im Netz der Intrigen (Night Eyes Four: Fatal Passion)
- 1996: Beastmaster – Das Auge des Braxus (Beastmaster: The Eye of Braxus)
- 1997: James Dean – Schnelles Leben, schneller Tod (James Dean: Race with Destiny)
- 1997: Nightscream – Schrecken der Nacht (NightScream)
- 1997: On the Border
- 1997: Starship Troopers
- 1998: Tarzan und die verlorene Stadt (Tarzan and the Lost City)
- 1998: Revenant – Sie kommen in der Nacht (Modern Vampires)
- 1999: The Omega Code
- 1999: Trust Nobody
- 1999: The Collectors
- 1999: Zeitreise in die Katastrophe (Thrill Seekers oder The Time Shifters)
- 1999: Sleepy Hollow
- 1999: Shark Attack
- 2000: Python – Lautlos kommt der Tod (Python)
- 2000: Road Rage (A Friday Night Date)
- 2000: The Tracker – Im Zeichen der Rache (The Tracker)
- 2000: Sanctimony – Auf mörderischem Kurs (Sanctimony)
- 2000: The Fast and the Fury
- 2000: Cutaway – Jede Sekunde zählt! (Cutaway)
- 2001: Crazy Love – Hoffnungslos verliebt (Chasing Destiny)
- 2001: Windfall – Der stürmischste Coup aller Zeiten (Windfall)
- 2001: Going Back
- 2001: Under Heavy Fire
- 2001: Meuterei unter Wasser – USS Lansing antwortet nicht (Danger Beneath the Sea)
- 2002: The Vector File (Fernsehfilm)
- 2004: Dracula 3000
- 2004: Hollywood Flies
- 2004: Premonition – Albträume werden wahr (Premonition)
- 2004: Skeleton Man
- 2004: Maiden Voyage – Jungfernfahrt in den Tod (Maiden Voyage, Fernsehfilm)
- 2005: Das Geheimnis meines Bruders (Personal Effects)
- 2005: Revenge of the Giant Mummy
- 2005: King Tut – Der Fluch des Pharao (The Curse of King Tut’s Tomb)
- 2006: Meltdown – Days of Destruction (Meltdown)
- 2006: The Veteran
- 2006: Slayer – Die Vampirkiller (Slayer)
- 2008: Starship Troopers 3: Marauder
- 2008: Mask of the Ninja (Fernsehfilm)
- 2008–2009: Monk (Fernsehserie, drei Folgen)
- 2009: One Hot Summer (Fernsehfilm)
- 2009: Through the Air to Calais or the Wonderful Cruise of Blanchard’s Balloon (Fernsehfilm)
- 2010: Turbulent Skies (Fernsehfilm)
- 2012: The Pact
- 2012: Noobz – Game Over (Noobz)
- 2012: Skin Collector (Shiver)
- 2012: Christmas Twister
- 2013: Hypercane (500 MPH Storm)
- 2014: The Legend of Sleeping Beauty – Dornröschen (Sleeping Beauty)
- 2015: June
- 2015: Fire Twister – Feuerhölle L.A. (Fire Twister)
- 2015: Avengers Grimm
- 2015: Sharktopus vs. Whalewolf
- 2016: Mission ISRA 88
- 2016: Star Raiders: The Adventures of Saber Raine
- 2017: Starship Troopers: Traitor of Mars (Stimme im Original)
- 2019: Alita: Battle Angel
- 2019: Dead Water
- 2020: Lady Driver – Mit voller Fahrt ins Leben (Lady Driver)
- 2022: Mad Heidi
- 2022: Daughter
- 2022: The Most Dangerous Game
- 2023: Hunt Club